# Hydnora esculenta
Hydnora esculenta là một loài thực vật có hoa trong họ Hydnoraceae. Loài này được Jum. & H.Perrier mô tả khoa học đầu tiên năm 1912.